# 東浜巨
東浜 巨（ひがしはま なお、1990年6月20日 - ）は、沖縄県中頭郡与那城町（現：うるま市）出身のプロ野球選手（投手）。右投右打。福岡ソフトバンクホークス所属。

## 経歴

### プロ入り前

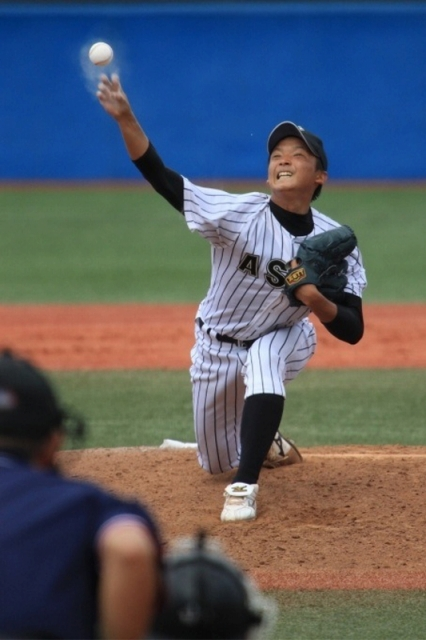
亜細亜大学時代（2012年）

名前の由来は、「心も体も大きく育つように」との願いを込められつけられた。与那城小学校1年から「与那城ストロング」で野球を始める。与勝中学校では軟式野球部に所属し、3年夏は県大会優勝、九州大会3位とエースとしてチームを牽引した。

#### 沖縄尚学高校時代
那覇市にある沖縄尚学高校へ進学すると1年夏からベンチ入りしたが、1年秋は部内の不祥事により1か月の対外試合禁止。エースとして迎えた2年夏の県大会では、浦添商業との準決勝で両足痙攣により途中降板し、試合中に救急車で運ばれ、チームは延長戦で敗れた。
3年春は甲子園への出場を果たし、聖光学院との初戦で自己最速の147km/hを計測して完封勝利。続く明徳義塾戦では1失点完投勝利。天理との準々決勝では5回からリリーフ登板し、打球が左膝に直撃するアクシデントに見舞われながらも、リードを守って最後まで投げ抜いた。翌日の東洋大姫路戦では、痛み止めを飲んで志願して先発マウンドに上がり、チームの勝利に貢献。3日連続登板となった聖望学園との決勝戦では完封勝利を収め、沖縄尚学を2度目の春の甲子園優勝に導いた。この時バッテリーを組んでいたのは1学年下の嶺井博希で、嶺井とは大学でもバッテリーを組んだ。
3年夏は県大会決勝で浦添商業に敗れ準優勝。プロからも注目されたが、東浜の才能に惚れ込み、東浜が高校1年の時から100回以上沖縄に足を運んだ生田勉野球部監督の熱意に動かされ亜細亜大学への進学を希望し、プロ志望届は提出しなかった。2008年12月9日に同大学の入試に合格した。

#### 亜細亜大学時代
1年春から東都大学野球リーグ戦に出場。2009年4月21日の中央大学戦で同リーグ初登板初先発を果たすと、延長10回を投げ抜き、5安打8奪三振で完封勝利を挙げた。続く國學院大學戦でも完封勝利。「1年生投手による初登板から2試合連続完封勝利」は、東都大学野球連盟に正確な記録が残る1950年以降では史上初の快挙となった。5月8日の國學院大學戦では「同リーグの新人では史上初」「同校の選手では創部以来初」となる3試合連続完封勝利を達成した。4試合目の登板となった立正大学戦、デビューから33イニング目で初失点を喫したが、1失点完投で4連勝。その後は扁桃腺炎で体調を崩したこともあり、5月26日の東洋大学戦で初黒星を喫したが、リーグトップの防御率0.82を記録し、ベストナインを受賞した。
7月12日から開催された日米大学野球の日本代表に選出され、初戦で国際試合初登板を果たし、第4戦では勝利投手となった。また、7月27日から開催されたアジア野球選手権の日本代表にも選出され、8月1日の中国戦に登板した。
1年秋のリーグ戦は、8月上旬に発症した新型インフルエンザによる投げ込み不足が影響し、シーズン序盤は苦しい投球が続いた。その後は復調し、2完封を含むリーグトップタイの4完投、リーグトップの67イニングを投げ、防御率2.01を記録。2季連続となるベストナインを受賞した。
2年春のリーグ戦、規定投球回到達者では2番目に少ない6試合の登板ながら3完封を含む5完投、防御率2.25を記録し、3季連続でベストナインを受賞した。
2年秋のリーグ戦では、3完封を含む7完投（リーグ1位タイ）、75回1/3（同1位）、防御率0.84（同2位）を記録したものの、4季連続のベストナイン受賞とはならなかった。
3年春のリーグ戦は、3完封を含む4完投を記録。2011年7月3日から開催された日米大学野球では、日本代表に選出された。また、1年生の山﨑康晃投手らがリーグ戦にデビューした。
3年秋のリーグ戦、9月4日の日本大学戦で初の無四球完封勝利を挙げると、同27日の駒澤大学戦でリーグ新記録となる通算16完封を達成した。11月2日の青山学院大学戦ではチーム10季ぶり18回目のリーグ優勝が決定。この試合に先発し、1失点完投勝利を収めたことで胴上げ投手となった。防御率1.51、リーグ2位の4完投・65回2/3を記録し、初の最高殊勲選手を受賞した。その後チームは明治神宮大会に出場したが、東浜は右肘痛により登板を回避した。2012年3月に行われた東日本大震災復興支援ベースボールマッチに大学選抜メンバーとして出場。
4年次には同校の投手では初となる主将に就任。春のリーグ戦、3完封を記録すると、2012年5月16日の中央大学戦で自己最多を更新するシーズン4完封。チームを2季連続のリーグ優勝に導いた。6完投・5勝・59回・防御率0.92は全てリーグトップを記録し、最高殊勲選手・最優秀投手・ベストナインの3冠に輝いた。
全日本大学野球選手権に出場し、6月13日の八戸学院大学との初戦に勝利。大学初の全国1勝を掴むと、続く愛知学院大学戦では完封勝利を挙げた。準決勝の登板機会は無く、早稲田大学との決勝戦では先発したものの、7回4失点で敗戦投手となり、準優勝に終わった。
4年秋のリーグ戦では、 9月26日の國學院大學戦で通算22度目の完封勝利。チームは開幕から8戦全勝で3季連続となるリーグ優勝を達成した。チーム9試合目となった10月24日の青山学院大学戦に先発し、2失点完投負けを喫したが、自己最多の13奪三振。通算では420奪三振となり、大場翔太が持っていた奪三振数のリーグ記録を更新した。5試合の登板全てで完投、リーグ3位の防御率1.02を記録し、2季連続の3冠に輝いた。
10月25日に行われた2012年度ドラフト会議にて、福岡ソフトバンクホークス・埼玉西武ライオンズ・横浜DeNAベイスターズの3球団から1位指名を受け、抽選の結果、ソフトバンクが交渉権を獲得した。
その後明治神宮大会に出場し、福岡大学との初戦で完封勝利を挙げた。準決勝の桐蔭横浜大学戦では登板機会が無く、チームは敗退した。
11月30日、契約金1億円プラス出来高払い5000万円、年俸1500万円（金額は推定）で仮契約を結んだ。背番号は16。

### ソフトバンク時代
2013年は春季キャンプをA組でスタート。開幕ローテーションからは外れたが、二軍での好投が評価され、4月11日のオリックス・バファローズ戦でプロ初登板初先発。初回先頭打者が明石健志の失策で出塁したのを皮切りに、アーロム・バルディリスに満塁本塁打を打たれるなど5失点を喫し、3回1/3を7安打5四死球6失点（自責点1）という内容で勝敗は付かなかった。続く同18日の東北楽天ゴールデンイーグルス戦では初回に自らの悪送球で失点するなど、5回6失点（自責点5）で敗戦投手となり、その後は身体づくりを目的とした無期限の二軍再調整となった。ウエスタン・リーグでは大学3年時以来となる147km/hを計測するなど、身体づくりの成果は着実に現れ、フレッシュオールスターゲームに選出されると、7月18日に開催されたこの試合では先発投手を務め、2回1安打無失点で優秀選手となった。二軍戦13試合の登板で6勝3敗・防御率3.30を記録すると、9月23日の千葉ロッテマリーンズ戦で約5か月ぶりの一軍先発登板となり、6回3安打3失点の内容でプロ初勝利を挙げた。シーズン最終戦となった10月5日の北海道日本ハムファイターズ戦では9回4安打無四球10奪三振無失点の内容でプロ初完投・初完封勝利を挙げ、ルーキーイヤーは一軍で5試合に先発し、3勝1敗・防御率2.83という成績であった。オフにプエルトリコのウィンターリーグへヒガンテス・デ・カロリーナの一員として参加し、チームトップの4勝、リーグ最多の42奪三振を記録した。契約更改では100万円減となる推定年俸1400万円でサインした。
2014年は開幕ローテーションの6番手として、4月3日の日本ハム戦でシーズン初登板初先発となったが、5回3安打6四球4失点で降板。翌4日に出場選手登録を抹消され、約3か月ぶりの一軍先発登板となった6月29日の西武戦では6回6安打3失点の内容でシーズン初勝利。続く7月6日の楽天戦でも勝利投手となったが、同13日の日本ハム戦では6回3失点で敗戦投手。登録抹消を経て先発した7月31日の楽天戦でも6回途中5失点（自責点3）で敗戦投手となり、翌8月1日に再び登録抹消。9月19日に中継ぎとして一軍へ昇格し、同日の西武戦でプロ初のリリーフ登板を果たした。この年は7試合（5先発）の登板で2勝2敗・防御率3.82という成績であった。ポストシーズンでも中継ぎを務め、日本ハムとのCSファイナルステージ第3戦では3回表から登板し、7回6安打9奪三振5失点の内容で最後まで投げ抜いた。阪神タイガースとの日本シリーズ第4戦では同点の4回表から登板し、3イニングを1安打無失点に抑えてホールドを記録した。オフの11月10日に日米野球壮行試合として行われた野球日本代表戦では、ソフトバンク・日本ハム連合軍の先発投手を務め、2回を1安打無失点に抑えた。この年、ウエスタン・リーグではリーグ2位の115回・102奪三振・防御率2.11、リーグ1位タイの9勝、リーグ1位の3完投を記録しており、飯田優也らと共に、同リーグ最多勝利投手となった。12月4日の契約更改では300万円増となる推定年俸1700万円で更改した。
2015年も開幕ローテーション入りし、開幕6試合目のオリックス戦でシーズン初登板初先発となったが、6回途中4失点で降板。日程の都合で翌4月3日に出場選手登録を抹消され、2度目の一軍先発登板となった4月16日のオリックス戦では5回途中5失点で敗戦投手となり、翌17日に再び登録抹消。その後は長らく二軍調整が続いたが、二軍戦防御率2.05と結果を残し、9月8日の日本ハム戦で約5か月ぶりの一軍先発登板となり、7回156球7安打5四球2失点の内容でシーズン初勝利を挙げた。たた、この年は6試合（5先発）の登板で1勝2敗・防御率4.82という成績にとどまり、日本シリーズではリリーフ待機をしていたが、登板機会は無かった。オフに100万円増となる推定年俸1800万円で契約を更改した。
2016年は開幕を二軍で迎えたが、ウエスタン・リーグでは3試合の登板で防御率0.53を記録し、4月15日の楽天戦でシーズン初登板初先発。5回4安打2失点で勝利投手となると、その後はチーム事情でリリーフに回った時期がありながらも先発ローテーションの一角に入り、規定投球回には8イニング届かなかったものの、23試合（20先発）の登板で9勝6敗・防御率3.00を記録。オフに倍増となる推定年俸3600万円で契約を更改した。
2017年は2月の実戦から甲斐拓也とバッテリーを組み、2年ぶりに開幕ローテーション入り。3試合目の先発登板となった4月19日のロッテ戦で7回3安打無失点と好投し、シーズン初勝利を挙げると、5月30日の中日ドラゴンズ戦では9回6安打2失点、4年ぶりの完投勝利で自身6連勝。6月13日の読売ジャイアンツ戦で連勝が止まったが、同23日の西武戦では4年ぶりの完封勝利を挙げた。7月7日の日本ハム戦から8月18日の楽天戦にかけては6戦6勝を記録。特に7月は3試合の先発で3勝・防御率1.33と好成績を収め、自身初の月間MVPを受賞した。チームが優勝マジック1で迎えた9月16日の西武戦では6回1失点の好投で勝利投手となるなど、この年は先発ローテーションの柱としてチームの2年ぶりリーグ優勝に大きく貢献。24試合の先発登板で16勝5敗・防御率2.64を記録し、菊池雄星と並んで最多勝に輝いた。レギュラーシーズン最終盤に腰の張りで離脱していたが、ポストシーズンでは楽天とのCSファイナルステージ第1戦、DeNAとの日本シリーズ第2・6戦に先発登板した。オフに5400万円増となる推定年俸9000万円で契約を更改した。
2018年、開幕前の3月3・4日に行われたENEOS 侍ジャパンシリーズ2018の日本代表メンバーに選出され、3日のオーストラリア戦に登板し、2回を無失点に抑えた。レギュラーシーズンでは開幕ローテーション入りしたが、開幕前最後の調整登板となった広島東洋カープとの二軍戦でプロ入り後ワーストとなる8失点を喫すると、開幕から2戦2敗。4月17日の楽天戦でシーズン初勝利を挙げるも、6回途中3失点と本調子でない投球が続き、5月25日の楽天戦では右肩の違和感を訴え、プロ入り後最短の3回で降板。翌26日に登録抹消となり、精密検査では右肩関節機能不全と診断された。当初の見込よりも回復が遅く、また調整が途中でペースダウンしたこともあり、実戦復帰は7月9日となった。8月7日のロッテ戦で一軍復帰を果たし、続く同14日の楽天戦で復帰後初勝利を挙げると、シーズン終了まで先発ローテーションを守り、無傷の6連勝を記録。この年は17試合の先発登板で7勝5敗・防御率3.32という成績であった。クライマックスシリーズでは日本ハムとのファーストステージ第3戦、西武とのファイナルステージ第4戦に先発登板。広島との日本シリーズ第4戦では5回1失点と試合をつくり、ポストシーズン通算12試合目の登板で初勝利を挙げ、日本一に貢献した。オフに500万円減となる推定年俸8500万円で契約を更改した。
2019年は2月下旬に左脇腹を痛めて調整が遅れ、開幕ローテーションには入ったが、精彩を欠く投球が続き、5月6日のオリックス戦では5回5安打3四球4失点の内容でシーズン2勝目を挙げるも、開幕から6試合で防御率6.16と振るわず、翌7日に登録抹消。中14日で先発した5月21日の西武戦は沖縄セルラースタジアム那覇で開催され、凱旋登板となったが自己ワーストタイの6四球を与え、5回途中4失点で敗戦投手となった。同23日に股関節の張りで再び登録抹消となり、6月5日には鏡視下右肘関節形成術を受けた。復帰まで3か月の見込であったが、7月にはノースロー調整期間があったなど、右肘の状態は一進一退が続き、実戦復帰は10月19日のフェニックスリーグだった。シーズン中の一軍復帰は果たせず、この年は7試合の先発登板で2勝2敗・防御率6.37という成績に終わり、オフに1800万円減となる推定年俸6700万円で契約を更改した。
2020年はエースの千賀滉大の調整が遅れたことを受けて、初の開幕投手に指名されたが、新型コロナウイルスの影響で開幕が延期。再度検討を進める方針となったものの、5月31日の紅白戦での登板後に工藤公康監督から開幕投手を託された。開幕前最後の調整登板で打球が左太ももに直撃した影響もあり、6月19日のロッテとの開幕戦では5回2安打無失点で降板となったが、自己最速の154km/hを計測。7月3日の日本ハム戦では424日ぶりの一軍勝利を挙げた。8月26日に首の張りで出場選手登録を抹消されたが、9月10日の楽天戦で一軍復帰を果たし、勝利投手となると、10月30日の西武戦で自身7連勝を記録。最優秀防御率・最高勝率のタイトルに加え、規定投球回到達を懸けて先発した11月5日のロッテ戦では、8回途中6失点で敗戦投手となり、いずれの記録も達成できなかったが、この年は19試合の先発登板で9勝2敗・防御率2.34と好成績を収め、チーム3年ぶりのリーグ優勝に貢献した。ポストシーズンでは、ロッテとのCSファイナルステージ第2戦に先発するも4回7安打3失点で降板。日本シリーズは右肩のコンディション不良のため、40人の出場資格者名簿から外れた。オフの12月25日に無症状ながら新型コロナウイルスの陽性判定を受け、自宅療養となった。
2021年1月18日に契約交渉を行い、2300万円増となる推定年俸9000万円でサイン。右肩の不調などで調整が遅れて開幕を二軍で迎え、4月2日の二軍戦で実戦復帰したが、左足首に打球が直撃して緊急降板。再びリハビリ組での調整となったが、同16日の二軍戦で実戦再復帰し、5月26日の中日戦で一軍復帰を果たした。前半戦終了時点で7試合に先発し、2勝2敗・防御率3.76という成績であったが、東京オリンピックによる中断期間を経て、後半戦初登板となった8月14日の日本ハム戦では8回2安打無失点で勝利投手、自己最多の11奪三振を記録した。ただ、同31日の楽天戦で5回途中6失点、9月7日の西武戦では4回途中3失点と早期の降板が続き、同11日に出場選手登録を抹消された。その後は一軍で3試合に先発したが、そのうち2試合は5回持たずに降板し、この年は14試合の先発登板で4勝4敗・防御率3.70という成績にとどまった。オフに1000万円減となる推定年俸8000万円で契約を更改した。
2022年は開幕ローテーション入りし、開幕2試合目の日本ハム戦でシーズン初登板初先発となり、7回2失点の好投でシーズン初勝利を挙げた。続く4月2日の楽天戦に先発予定であったが、新型コロナウイルスの影響で試合中止となり、中13日で同9日の西武戦に先発して6回2/3を無失点と好投するも、打線の援護が無く勝敗は付かなかった。4月24日の日本ハム戦で7回2失点と好投し、約1か月ぶりの白星を掴むと、ローテーション再編により中9日で先発した5月4日のオリックス戦でも7回1失点の好投で勝利投手。さらに続く同11日の西武戦では9回無安打2四球無失点、2併殺で打者27人に抑える快投で史上84人目（95度目）となるノーヒットノーランを達成した。その後は6月に登板機会の都合による登録抹消があったものの、先発ローテーションを守り続け、監督推薦でオールスターに初出場となり、第2戦に4番手として登板し、1イニングを三者凡退に抑えた。9月12日の西武戦では5回2/3を3失点ながら勝利投手となり、自身5年ぶり2度目となる2桁勝利を達成。ただ、9月は4先発全てで6回持たずに降板しており、この年は開幕から離脱することなく先発ローテーションを守ったが、前述のようにシーズン前半の先発機会が少なかったこともあって、23試合の先発登板で規定投球回には7イニング及ばず、10勝6敗・防御率3.11という成績であった。ポストシーズンでは、西武とのCSファーストステージ第2戦に先発して5回1失点。自身10度目の登板でCS初勝利を挙げた。オフに球団と3年契約を結び、翌年は7000万円増となる推定年俸1億5000万円でサインした。なお、11月21日に球団は、横浜DeNAベイスターズから国内FA権を行使していた嶺井博希の獲得を発表。高校・大学時代の後輩（1学年下）であり、10年ぶりにチームメイトとなった。
2023年は2年連続で開幕ローテーション入りを果たし、開幕3試合目のロッテ戦でシーズン初登板初先発となり、6回途中3失点でシーズン初勝利。5月6日のロッテ戦では7回から嶺井がマスクを被り、プロ入り後初めてバッテリーを組んだ。その後は登板間隔が空くことによる登録抹消が2度ありながらも先発ローテーションを回っていたが、6月14日の東京ヤクルトスワローズ戦で5勝目を挙げて以降は6試合連続で白星が無く、そのうち3試合は4回持たずに降板。16試合の先発登板で5勝7敗・防御率4.47と振るわず、8月5日に出場選手登録を抹消され、二軍再調整となった。9月7日のロッテ戦で約1か月ぶりの一軍先発登板となり、5回7安打3失点ながらも勝利投手。翌9月8日に出場選手登録を抹消され、9月18日の日本ハム戦に先発予定であったが、体調不良で登板回避となり、そのまま二軍でシーズンを終えた。この年は17試合の先発登板で6勝7敗・防御率4.52という成績に終わり、オフに現状維持となる推定年俸1億5000万円で契約を更改した。
2024年は春先からストレートに球威があり、オープン戦では3試合・15回1/3を無失点と順調な調整を見せ、開幕5試合目のロッテ戦でシーズン初登板初先発。その後も先発陣の一角を担ったが、チームの投手運用もあって中6日での先発登板が少なく、出場選手登録されたままファームでライブBPや二軍戦に登板したこともあった。7月10日のオリックス戦では1回裏に連打でビンチを招いて犠飛で先制を許し、2回裏も連打で失点すると、小久保裕紀監督は「球を見て、あそこで切った」と交代を決断し、東浜は40球4安打2失点、自己最短タイの2回で降板。開幕から10試合の先発登板で3勝2敗・防御率3.12という成績で二軍再調整が通達された。その後は本人が「夏場以降、なかなか自分の状態が上がらなかった。最初は自分の中でも葛藤がすごくて。今年プロ12年目が終わりましたけど、この夏が一番精神的に苦しかった」と話したように、夏場以降は状態が上がらず、チームがリーグ優勝を決めた後の9月28日（対日本ハム）に一軍先発機会を得たが、4回3失点で降板。翌29日に出場選手登録を抹消され、ポストシーズンでも登板機会は無かった。この年は11試合の先発登板で3勝2敗・防御率3.38という成績であり、オフに現状維持となる推定年俸1億5000万円で契約を更改した。
2025年の開幕ローテーション争いは、5投手が残り2枠を狙う熾烈な競争となり、最終的には残り1枠を大津亮介と争うこととなったが、大津が開幕ローテーション入りを果たし、東浜は開幕を二軍で迎えた。4月20日の西武戦でシーズン初登板初先発となり、初回にわずか5球で1点を失ったものの、2回以降に許した安打は1本のみ。7回3安打1四球4奪三振1失点の力投でシーズン初勝利を挙げた。

## 選手としての特徴
| 球種         | 配分 % | 平均球速 km/h |
| ------------ | ------ | ------------- |
| フォーシーム | 40     | 143           |
| シンカー     | 23     | 138           |
| カットボール | 13     | 135           |
| カーブ       | 12     | 110           |
| スライダー   | 11     | 128           |

投球フォームは、ワインドアップからゆっくりと左足を上げ、テイクバックでは右肘が高く上がり、右腕を大きく使って投じるオーバースロー。小学校5年生のときに右肘・右手首を骨折しており、後遺症で右肘・右手首に可動域制限があり、試行錯誤した結果、現在の腕の使い方になったという（映像外部リンク参照）。クイックモーションも速く、捕手の甲斐拓也は「巨さんはクイックも速いです。牽制も上手いので僕自身も助けられている」と語っている。
持ち球はストレート・シンカー・カットボール・カーブ・スライダー。ストレートの最速は154km/hを計測している。
武器はシンカー。東浜を"師匠"と呼び慕っていた九里亜蓮（大学の1学年後輩）が直接シンカーを教わり、九里が1学年後輩の薮田和樹と山﨑康晃に教えた。山﨑がこの球種を武器にして、DeNAの守護神として2015年のセ・リーグ新人王に輝く活躍を見せ、山﨑が「ツーシーム」と呼んだことで「亜大ツーシーム」として一躍有名になったが、東浜は「あのボールはシンカーですよ。なぜか世間ではツーシームとして広まっていますけど、僕は高校1年の秋に覚えてから今まで、一貫してシンカーだと思ってます」と話している。東浜の卒業後もこの球種は亜細亜大学で代々受け継がれている。
34歳になったプロ11年目（2023年）シーズンは不振に終わり、契約更改交渉後の会見では不振の要因を「コンディション」と語った。練習をやりすぎてしまう癖があり、「そういうところがまだまだ下手くそ」と調整面において課題を抱えている。

## 人物
元プロ野球選手の大野倫とは母方の祖母同士が姉妹にあたり親類である。
地元沖縄に貢献したいとの思いが強く、2015年からサンゴ礁の再生事業を手掛ける沖電開発と1勝につきサンゴ苗10株を寄付する契約を結び、オフには嶺井博希と共に宜野湾市の海に潜りサンゴ植え付けも行った。2019年には、火災によって焼失した首里城再建のため、東浜含む沖縄出身のプロ野球選手の有志20人で107万円を那覇市に寄付。2020年4月には沖縄でも新型コロナウイルスの感染が急激に拡大したことを受けて、母校である小中高校と医療従事者に向けて4万枚のマスクを寄付した。
2024年12月25日、一般女性と結婚。

## 詳細情報

### 年度別投手成績
| 年 度      | 球 団        | 登 板 | 先 発 | 完 投 | 完 封 | 無 四 球 | 勝 利 | 敗 戦 | セ 丨 ブ | ホ 丨 ル ド | 勝 率 | 打 者 | 投 球 回 | 被 安 打 | 被 本 塁 打 | 与 四 球 | 敬 遠 | 与 死 球 | 奪 三 振 | 暴 投 | ボ 丨 ク | 失 点 | 自 責 点 | 防 御 率 | W H I P |
| ---------- | ------------ | ----- | ----- | ----- | ----- | -------- | ----- | ----- | -------- | ----------- | ----- | ----- | -------- | -------- | ----------- | -------- | ----- | -------- | -------- | ----- | -------- | ----- | -------- | -------- | ------- |
| 2013       | ソフトバンク | 5     | 5     | 1     | 1     | 1        | 3     | 1     | 0        | 0           | .750  | 120   | 28.2     | 27       | 4           | 9        | 0     | 1        | 25       | 0     | 0        | 15    | 9        | 2.83     | 1.24    |
| 2014       | ソフトバンク | 7     | 5     | 0     | 0     | 0        | 2     | 2     | 0        | 0           | .500  | 161   | 35.1     | 35       | 3           | 23       | 0     | 1        | 30       | 2     | 0        | 17    | 15       | 3.82     | 1.64    |
| 2015       | ソフトバンク | 6     | 5     | 0     | 0     | 0        | 1     | 2     | 0        | 0           | .333  | 135   | 28.0     | 34       | 2           | 17       | 0     | 1        | 23       | 0     | 0        | 15    | 15       | 4.82     | 1.82    |
| 2016       | ソフトバンク | 23    | 20    | 0     | 0     | 0        | 9     | 6     | 0        | 0           | .600  | 545   | 135.0    | 113      | 13          | 37       | 0     | 2        | 100      | 1     | 0        | 49    | 45       | 3.00     | 1.11    |
| 2017       | ソフトバンク | 24    | 24    | 2     | 1     | 0        | 16    | 5     | 0        | 0           | .762  | 637   | 160.0    | 135      | 17          | 44       | 0     | 1        | 139      | 2     | 0        | 48    | 47       | 2.64     | 1.12    |
| 2018       | ソフトバンク | 17    | 17    | 2     | 0     | 0        | 7     | 5     | 0        | 0           | .583  | 425   | 103.0    | 91       | 15          | 32       | 0     | 3        | 83       | 1     | 0        | 42    | 38       | 3.32     | 1.19    |
| 2019       | ソフトバンク | 7     | 7     | 0     | 0     | 0        | 2     | 2     | 0        | 0           | .500  | 158   | 35.1     | 36       | 5           | 23       | 0     | 1        | 26       | 2     | 0        | 26    | 25       | 6.37     | 1.67    |
| 2020       | ソフトバンク | 19    | 19    | 0     | 0     | 0        | 9     | 2     | 0        | 0           | .818  | 479   | 119.0    | 83       | 10          | 49       | 0     | 2        | 102      | 2     | 0        | 32    | 31       | 2.34     | 1.11    |
| 2021       | ソフトバンク | 14    | 14    | 0     | 0     | 0        | 4     | 4     | 0        | 0           | .500  | 326   | 75.1     | 85       | 7           | 22       | 0     | 3        | 61       | 0     | 0        | 36    | 31       | 3.70     | 1.42    |
| 2022       | ソフトバンク | 23    | 23    | 1     | 1     | 0        | 10    | 6     | 0        | 0           | .625  | 542   | 136.0    | 114      | 14          | 37       | 0     | 1        | 94       | 3     | 0        | 47    | 47       | 3.11     | 1.11    |
| 2023       | ソフトバンク | 17    | 17    | 0     | 0     | 0        | 6     | 7     | 0        | 0           | .462  | 428   | 99.2     | 114      | 6           | 24       | 0     | 0        | 73       | 1     | 0        | 50    | 50       | 4.52     | 1.38    |
| 2024       | ソフトバンク | 11    | 11    | 0     | 0     | 0        | 3     | 2     | 0        | 0           | .600  | 232   | 56.0     | 53       | 7           | 11       | 1     | 1        | 39       | 0     | 0        | 17    | 15       | 3.38     | 1.14    |
| 通算：12年 | 通算：12年   | 173   | 167   | 6     | 3     | 1        | 72    | 44    | 0        | 0           | .621  | 4188  | 1011.1   | 920      | 103         | 328      | 1     | 17       | 795      | 14    | 0        | 399   | 374      | 3.33     | 1.24    |

- 2024年度シーズン終了時
- 各年度の太字はリーグ最高

### 年度別投手（先発）成績所属リーグ内順位
| 年 度 | 年 齢 | リ ｜ グ   | 完 投 | 完 封 | 勝 利 | 勝 率 | 投 球 回 | 奪 三 振 | 防 御 率 |
| ----- | ----- | ---------- | ----- | ----- | ----- | ----- | -------- | -------- | -------- |
| 2013  | 23    | パ・リーグ | -     | 3位   | -     | -     | -        | -        | -        |
| 2014  | 24    | パ・リーグ | -     | -     | -     | -     | -        | -        | -        |
| 2015  | 25    | パ・リーグ | -     | -     | -     | -     | -        | -        | -        |
| 2016  | 26    | パ・リーグ | -     | -     | -     | -     | -        | -        | -        |
| 2017  | 27    | パ・リーグ | 8位   | -     | 1位   | 2位   | 7位      | 7位      | 4位      |
| 2018  | 28    | パ・リーグ | -     | -     | -     | -     | -        | -        | -        |
| 2019  | 29    | パ・リーグ | -     | -     | -     | -     | -        | -        | -        |
| 2020  | 30    | パ・リーグ | -     | -     | 5位   | -     | 9位      | 8位      | -        |
| 2021  | 31    | パ・リーグ | -     | -     | -     | -     | -        | -        | -        |
| 2022  | 32    | パ・リーグ | 10位  | 5位   | 5位   | -     | -        | -        | -        |
| 2023  | 33    | パ・リーグ | -     | -     | -     | -     | -        | -        | -        |
| 2024  | 34    | パ・リーグ | -     | -     | -     | -     | -        | -        | -        |

- - は10位未満。防御率・勝率における規定投球回数未満も - と表記。

### 年度別守備成績
| 年 度 | 球 団        | 投手  | 投手  | 投手  | 投手  | 投手  | 投手     |
| 年 度 | 球 団        | 試 合 | 刺 殺 | 補 殺 | 失 策 | 併 殺 | 守 備 率 |
| ----- | ------------ | ----- | ----- | ----- | ----- | ----- | -------- |
| 2013  | ソフトバンク | 5     | 3     | 2     | 1     | 0     | .833     |
| 2014  | ソフトバンク | 7     | 4     | 7     | 0     | 0     | 1.000    |
| 2015  | ソフトバンク | 6     | 0     | 8     | 0     | 0     | 1.000    |
| 2016  | ソフトバンク | 23    | 13    | 19    | 2     | 1     | .941     |
| 2017  | ソフトバンク | 24    | 7     | 21    | 1     | 4     | .966     |
| 2018  | ソフトバンク | 17    | 2     | 11    | 1     | 0     | .929     |
| 2019  | ソフトバンク | 7     | 4     | 5     | 0     | 0     | 1.000    |
| 2020  | ソフトバンク | 19    | 8     | 21    | 0     | 2     | 1.000    |
| 2021  | ソフトバンク | 14    | 2     | 12    | 0     | 0     | 1.000    |
| 2022  | ソフトバンク | 23    | 4     | 29    | 0     | 1     | 1.000    |
| 2023  | ソフトバンク | 17    | 5     | 18    | 1     | 0     | .958     |
| 2024  | ソフトバンク | 11    | 2     | 5     | 0     | 0     | 1.000    |
| 通算  | 通算         | 173   | 54    | 158   | 6     | 8     | .972     |

- 2024年度シーズン終了時

### タイトル
- 最多勝利：1回（2017年）

### 表彰
- 月間MVP：1回（投手部門：2017年7月）
- 琉球新報スポーツ栄誉賞（2017年）[277]
- ヤナセ・福岡ソフトバンクホークスMVP賞（2017年）[278]

### 記録
初記録
投手記録
- 初登板・初先発登板：2013年4月11日、対オリックス・バファローズ3回戦（福岡 ヤフオク!ドーム）、3回1/3を6失点（自責点1）で勝敗つかず[77]
- 初奪三振：同上、2回表に糸井嘉男から見逃し三振
- 初勝利・初先発勝利：2013年9月23日 対千葉ロッテマリーンズ24回戦（QVCマリンフィールド）、6回3失点[87]
- 初完投・初完投勝利・初完封勝利：2013年10月5日、対北海道日本ハムファイターズ24回戦（札幌ドーム）、9回4被安打10奪三振（無四死球）

打撃記録
- 初打席：2016年6月3日、対広島東洋カープ1回戦（MAZDA Zoom-Zoom スタジアム広島）、2回表に黒田博樹から四球

節目の記録
- 1000投球回：2024年6月27日、対オリックス・バファローズ10回戦（京セラドーム大阪）、1回裏二死目に西野真弘を二直 ※史上371人目

その他の記録
- ノーヒットノーラン：2022年5月11日、対埼玉西武ライオンズ7回戦（PayPayドーム）、9回97球6奪三振2四球無失点 ※史上84人目95度目[279]、球団史上3人目[280]。打者27人での達成は、完全試合を除くと史上4人目[280]。100球未満での達成は2006年の山本昌以来[280]。
- オールスターゲーム出場：1回（2022年）

### 背番号
- 16（2013年 - ）

### 登場曲
- 「ホワイトビーチ」HY（2013年 - ）
- 「ダイナミック琉球」Chuning Candy（2020年 - ）

### 代表歴
- 第37回日米大学野球選手権大会
- 第38回日米大学野球選手権大会[46]
- 第25回アジア野球選手権大会日本代表